# Parque nacional de Sassen–Bünsow Land

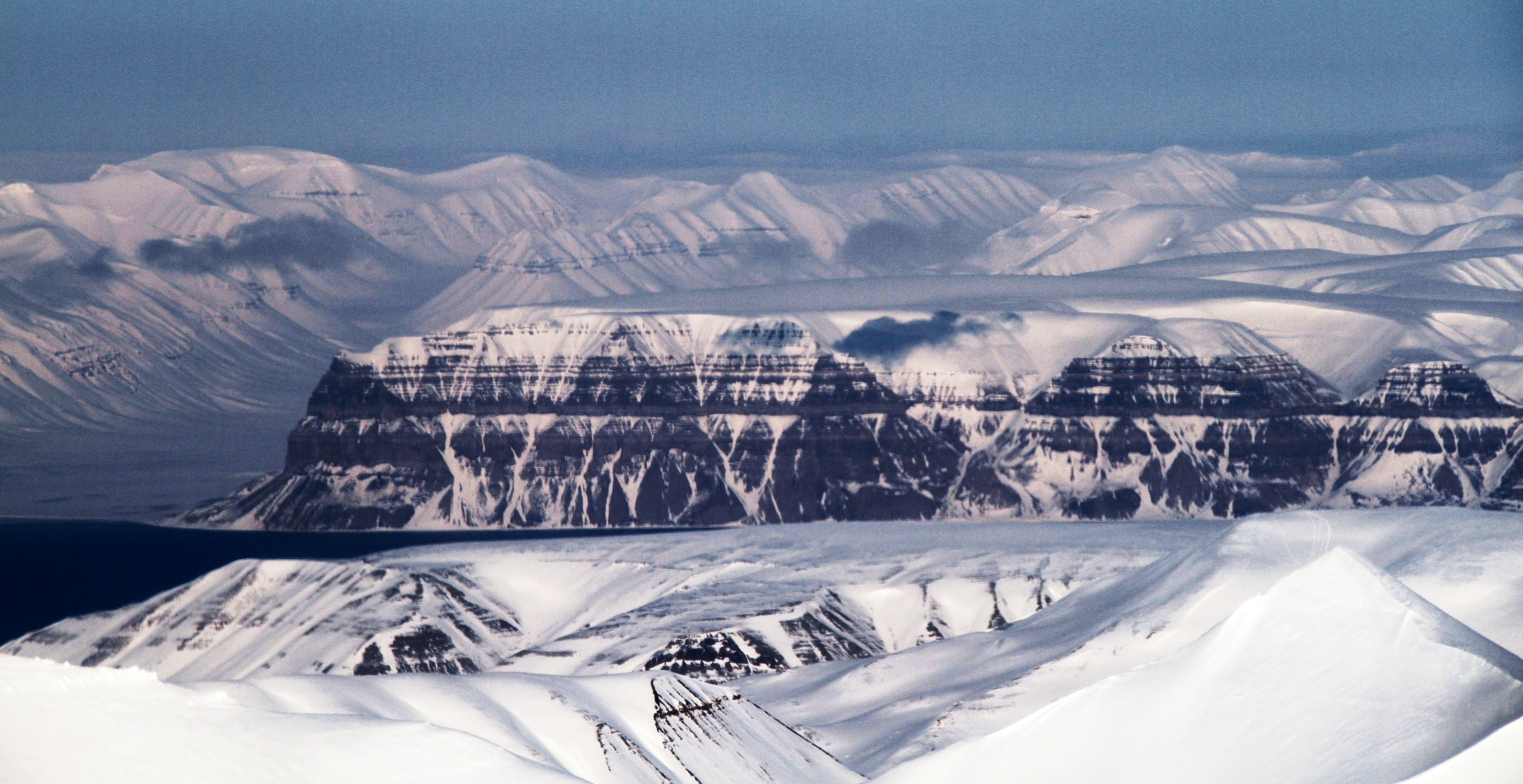
Montaña de Templet en el Parque nacional de Sassen–Bünsow Land

El Parque Nacional Sassen–Bünsow Land (en noruego: Sassen–Bünsow Land nasjonalpark) se encuentra en la isla de Spitsbergen en el archipiélago de Svalbard, Noruega. El parque fue inaugurado en 2003 e incluye glaciares y varios valles tallados por glaciares. El cazador de focas/ballenero Hilmar Nøis construyó la estación de caza Fredheim en el lado norte de la desembocadura del río Sassen en esta zona. Una de las cascadas más altas de Spitsbergen se encuentra en Eskerdalen (Valle de Esker) dentro del parque.
La zona protegida incluye el valle de Sassendalen, el área montañosa y el glaciar al este de Tempelfjorden, el área de Bünsow Land, al final del fiordo de Isfjorden y la zona marina de Tempelfjorden. El objetivo del parque es proteger grandes áreas de vegetación con plantas vulnerables, humedales y áreas de nidificación importantes.

## Características
Destaca la montaña de Templet, formada por estratos horizontales, además de rasgos geológicos del cuaternario y depósitos fluviales.
En 1924, el trampero Hilmar Nøis construyó una base en la desembocadura del río Sassenelva, en Fredheim, donde vivió 38 años, y donde todavía se conservan algunos edificios. Los turistas recorren la zona en motonieve para visitar Tempelfjorden y el glaciar de Von Post.

## Fauna y flora
En Tempelfjorden hay focas anilladas y en los tramos inferiores de los ríos Gipsdalen y Sassendalen hay importantes criaderos de gansos. En los humedales hay págalo rabero y correlimos. En los acantilados hay fulmares. También hay renos, perdices nivales y zorros árticos.
El fondo de los valles es una llanura fluvial calcárea con una frondosa vegetación formada por especies como Dryas octopetala y Draba ártica. Entre las especies vulnerables, Cerastium polar y Saxifraga platysepala.